# أدريان مور
أدريان مور (بالإنجليزية: Adrian Moore)‏ هو ملحن بريطاني، ولد في 1969 في نوتنغهام في المملكة المتحدة.

## وصلات خارجية
- أدريان مور على موقع ميوزك برينز (الإنجليزية)
- أدريان مور على موقع ديسكوغز (الإنجليزية)